# Вяйньярв
Вяйньярв, також Вейнярв (ест. Väinjärv) — озеро в Естонії, у повіті Ярвамаа, у волості Ярва, поблизу села Вяйньярве. Воно розташоване у південній частині височини Пандивере.

## Географія
Вяйньярв — найбільше озеро в повіті Ярвамаа. Воно розташоване у центральній частині країни, за 90 км на південний схід від столиці Таллінна. Поверхня дзеркала лежить на висоті 81 метр над рівнем моря.
Площа озера становить 35,9 (з островами 36,8 га). Довжина становить 1,36 км, ширина — 0,47 км, середня глибина — 5,6 м, максимальна глибина — 11,5 м, об'єм — 2 324 000 м³ (0,002324 км³).
За лімнологічним типом озеро Вяйньярв належить до змішаних озер з вапняною водою. Вода в ньому дуже чиста.
Озеро отримує свою воду з джерел, струмків та канав, злив води по течії струмка Вяйньярве в річку Прід (басейн Пилтсамаи — Педья — Емайигі — Чудське озеро — Нарва — Фінська затока — Балтійське море).
В озері водиться риба: лящ, плотва, окунь, щука та інші.
На північному березі озера є добре розвинений пляж і зона купання.
За легендою естонської міфології, богатир-велетень Калевіпоеґ хотів побудувати міст до озера. Довга гора, утворена перенесеним піском з пагорба Олю та хребтом, що проходить через озеро.
В околицях навколо Вейнярва росте переважно мішаний ліс. В селі Вяйньярве, на березі ростуть два знамениті стародавні дуби та потужна шестистовбурна верба (обхват в 5,0 м).
За кілька кілометрів на південь від Вяйньярва розташоване менше озеро Риху Умб'ярв, де навесні та восени часто зупиняються великі зграї перелітних гусей та лебедів.
Середньорічна температура в районі озера становить 2 °C. Найтепліший місяць — липень, коли середня температура становить 17 °C, а найхолодніший — лютий із −11 °C.

## Спорт
Взимку у Вяйньярві була ковзанка довжиною 3 км, де проводився чемпіонат з мотоковзанки муніципалітету Керу.